# Пјеро Дорацио
Пјеро Дорацио (итал. Piero Dorazio; Рим, 29. јун 1927 — Перуђа, 17. мај 2005) био је италијански сликар.

## Биографија
Пјеро Дорацио је један од првих италијанских апстрактних сликара. Учествовао је више пута на Бјеналима у Венецији. Добио је 1988. године посебну салу за излагање, коју је посветио свом пријатељу и песнику Унгаретију, чија поетска предавања је, млади студент архитектуре, Пјеро Дорацио 1945. у Риму посећивао. Већ тада се види да ће постати сликар, један од многих сликара после рата који траже апстракцију .
Као члан групе Форма атакира социјалистички реализам исто тако као и експресионизам.
Заједно са Гуеринием и Перилием оснива галерије у Риму и Фиренци. Организује изложбе, пише књиге о уметности и 1951. године одустаје од даљег студирања архитектуре и посвећује се сликарству.

## Излагања
Већ следеће године 1927. излаже у Венецији, на Бјеналу са бројним учесницима из других земаља, а 1959. године учествује Пјеро Дорацио на другој итложби Документа у Каселу. Настављају се активности, изложбе и признања које Дорацио осваја тих година. Пажњу добија, много пута награђивани и већ светски познати сликар 1994. године и када у њујоршком Гугенхајм музеју одржава изложбу својих радова.

## Стил сликања
Једноставно, структурално, и можемо рећи, пријатно делује његов сликарски стил. Излазећи из кубизма и футуризма долази Дорацио до проширења свог сликарства, кроз пластичне, алуминијумске, дрвене и плексигласне рељефе, до нових структурелних формативних редукција.
Мало по мало долази и боја у средиште његовог разилажења са могућом апстракцијом. Нарочито обележје његових слика је њихово декоративно деловање и склоност ка орнаменту у стилу укрштавања линијом и површином. Осим тога ограничење чистом основном бојом, исто тако, графика а нарочито литографија и бакропис, које је интензивно радио.

## Остале делатности
Као немиран дух потврђује се Дорацио у свим областима. У Риму отвара атеље за експериментисање у керамици, рестаурира један запуштени манастир у Умбрија, декорише библиофилске књиге и бави се сценографијом.
Као професор на универзитету у Пенсилванији (University of Pennsylvania) у Филаделфији оставља своје трагове. Задњих година његовог живота смирује се у Перуђи, и 17. маја 2005. године у 77. години живота умире један од великих италијанских мајстора апстрактног сликарства.